# Альберто Аццо I
Альберто (Адальберто) Аццо I (італ. Alberto Azzo; бл. 970 — бл. 1029) — маркграф Мілану, граф Луни, Тортони і Генуї в 1014—1029 роках. Перший відомий член роду Есте.

## Життєпис
Походив з роду Обертенгів. Син Оберто II, маркграфа Мілану, та Райленди, доньки графа Ріпранда. Народився близько 970 року. Перша письмова згадка про нього припадає на 1011 рік.
1013 року призначається місіс домінікус (імператорським представником з широкими адміністративними та судовими повноваженнями) в Італії. 1014 року після смерті батька успадкував його титули і володіння. Втім титул маркграфа Мілану розділив з братами Обіццо і Адальбертом IV. Їх сестра Берта вийшла заміж за Ардуїна, якого Альберто Аццо I підтримав у протистоянні з Генріхом II, королем Німеччини, після чого Генріх II взяв в облогу Павію, Верчеллі та Новару.
Навіть після поразки Ардуїна маркграф Мілану продовжував заколоти. Тому Генріх II вивів місто Боббіо з-під юрисдикції Альберто Аццо I, передавши титул графа місцевому єпископу.
Між 1015 та 1019 роками спільно зі стриєчним братом Альберто долучився до організації спротиву арабським нападам, зокрема було сплюндровано їх місто Луна. Відправив загони проти денійського еміра Муджахіда аль-Амірі, війська якого вдалося вигнати із Корсики та Сардинії.
Замирився з Генріхом II лише у 1019 році. 1021 року отримав від останнього права на Кальярський юдикат. 1022 року раптово арештований разом з братом за наказом імператора. Тому вимушений був ще раз принести омаж Генріху II. У 1026 рушив на допомогу шваргу Ульріку Манфреду II, маркграфу Турину, що захищав Павію від Конрада II, короля Німеччини.
Помер близько 1029 року. Йому спадкував син Альберто Аццо II, засновник Естенського дому.

## Родина
Дружина — Аделаїда, донька або інша родичка Ланфранка, графа П'яченци і Ауції
Діти:
- Адель (995—після 1055), дружина Ансельма II, маркграфа Салуццо
- Альберто Аццо (1009—1097)